# Kinney (Minnesota)
Kinney é uma cidade localizada no estado americano de Minnesota, no Condado de St. Louis.

## Demografia
Segundo o censo americano de 2000, a sua população era de 199 habitantes.
Em 2006, foi estimada uma população de 190, um decréscimo de 9 (-4.5%).

## Geografia
De acordo com o United States Census Bureau tem uma área de
12,5 km², dos quais 11,8 km² cobertos por terra e 0,7 km² cobertos por água. Kinney localiza-se a aproximadamente 470 m acima do nível do mar.

## Localidades na vizinhança
O diagrama seguinte representa as localidades num raio de 16 km ao redor de Kinney.